# كويتشي يوشيدا
كويتشي يوشيدا (باليابانية: 吉田公一) (و. 1940 – م) هو سياسي من اليابان. ولد في نيريما بطوكيو. كان عضوًا في الحزب الديمقراطي الياباني.

## التعليم
تعلم في جامعة أوسونوميا.